# Карнал
Карна́л (англ. Karnal, хинди करनाल) — город на севере Индии, в штате Харьяна, административный центр одноимённого округа.

## Этимология
Считается, что своё название город получил по имени легендарного героя Карны, одного из центральных персонажей древнеиндийского эпоса «Махабхарата».

## История
В феврале 1739 года у стен Карнала состоялась битва между войсками правителя Персии Надир-шаха и могольского императора Мухаммада Шаха. Надир-шах одержал победу, открывшую ему дорогу на Дели.

## География
Город находится в северо-восточной части Харьяны, на берегу канала Западная Ямуна, к западу от реки Джамна. Абсолютная высота — 227 метров над уровнем моря.
Карнал расположен на расстоянии приблизительно 110 километров к юго-юго-востоку (SSE) от Чандигарха, административного центра штата и на расстоянии 95 километров к северо-северо-западу (NNW) от Нью-Дели, столицы страны.

## Климат
| Показатель                    | Янв. | Фев. | Март | Апр. | Май  | Июнь | Июль  | Авг.  | Сен. | Окт. | Нояб. | Дек. | Год   |
| ----------------------------- | ---- | ---- | ---- | ---- | ---- | ---- | ----- | ----- | ---- | ---- | ----- | ---- | ----- |
| Средний суточный максимум, °C | 19,9 | 22,7 | 28,1 | 35,2 | 38,9 | 38,8 | 34,2  | 32,8  | 32,9 | 31,7 | 27,2  | 22,1 | 30,4  |
| Средняя температура, °C       | 13,5 | 16   | 20,8 | 27,2 | 31,3 | 32,4 | 29,8  | 28,9  | 28,1 | 24,7 | 19,6  | 15,1 | 24    |
| Средний суточный минимум, °C  | 7,1  | 9,2  | 13,5 | 19,2 | 23,6 | 26   | 25,4  | 24,9  | 23,2 | 17,7 | 11,9  | 8    | 17,5  |
| Норма осадков, мм             | 26,9 | 17,5 | 18,6 | 6,7  | 9,8  | 50,7 | 194,8 | 221,5 | 93,3 | 21,7 | 4,7   | 9,7  | 675,9 |
| Источник: Weatherbase         |      |      |      |      |      |      |       |       |      |      |       |      |       |

## Демография
По данным официальной переписи 2011 года, население составляло 303 425 человек, из которых мужчины составляли 52,9 %, женщины — соответственно 47,1 % . Уровень грамотности населения составлял 76,6 %.

Динамика численности населения города по годам:
| 1991    | 2001    | 2011    |
| ------- | ------- | ------- |
| 173 751 | 207 640 | 236 230 |

## Экономика и транспорт
На территории города расположены предприятия по переработке растительных масел и селитры, предприятия лёгкой промышленности и некоторые другие.
Сообщение Карнала с другими городами осуществляется посредством железнодорожного и автомобильного транспорта.
Ближайший крупный гражданский аэропорт расположен в городе Чандигарх.